# Самен, Альбер
Альбер Самен (фр. Albert Samain, 3 апреля 1858, Лилль — 18 августа 1900, Маньи-лё-Амо, Ивелин) — французский поэт-символист.

## Биография

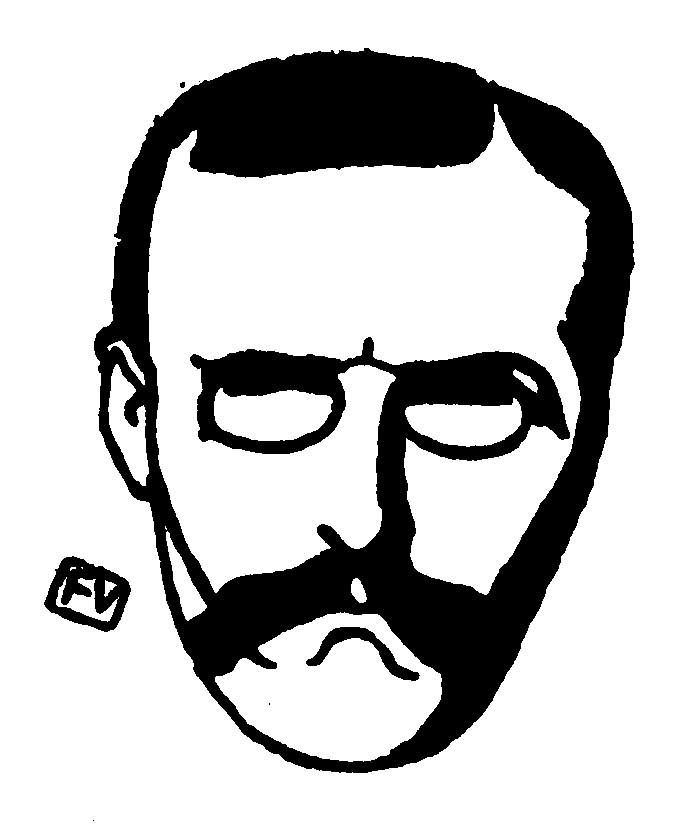
Альбер Самен. Портрет работы Феликса Валлотона. Воспроизведен в «Книге масок» Реми де Гурмона (1896)

В 14 лет потерял отца, был вынужден бросить учёбу и самостоятельно зарабатывать на жизнь. В 1880 приехал в Париж, нашел место служащего в ратуше. Сблизился с парижскими символистами, выступал с чтением своих стихов в кабаре Чёрный кот. После публикации первой книги стихов «В саду инфанты» (1893) приобрел известность, стал одним из основателей издательства Меркюр де Франс, печатался в Revue des Deux Mondes.
Умер от туберкулёза.

## Творческие связи
Переписывался с Анри де Ренье, Роденбахом, Одилоном Редоном, Жюлем Ренаром, Марселем Швобом, Андре Жидом, Анатолем Франсом и многими другими заметными лицами эпохи.

## Прижизненные издания
- Au jardin de l’Infante/ В саду инфанты (1893)
- Aux flancs du vase/ По краям вазы (1898)
- Le Chariot d’or. Symphonie héroïque/ Золотая колесница. Героическая симфония (1900)

## Посмертная судьба
В 1924 было издано собрание его сочинений в 3-х томах, в 1928 — том избранного с предисловием Франсиса Жамма, факсимильным письмом Малларме, текстами Реми де Гурмона и др. Опубликованы его записные книжки и переписка.
Музыку на стихи Самена писали Г.Форе, К. Сен-Санс, О.Респиги, А.Казелла, Д.Энеску, Л.Буланже, Ф.Гобер и др. (см.: ).

## Самен в России
Стихи Самена в России переводили В. Брюсов, Б. Лифшиц, Г. Иванов, И.Тхоржевский, И. Эренбург, Э. Линецкая, Р. Дубровкин.

## Книги на русском языке
- Версаль: Стихотворения/ Пер. с франц. и предисл. Р. Дубровкина. М.-СПб.: Летний сад, 2001. (билингва)